# Зеленский, Павел Владимирович
Павел Владимирович Зеленский (8 января 1911 — ?) — советский военный деятель, полковник, участник Великой Отечественной войны.

## Биография
Павел Владимирович Зеленский родился 8 января 1911 года в селе Чёрный Ануй (ныне - Усть-Канский район Республики Алтай). Работал в строительной артели в Алма-Ате. В октябре 1929 года был призван на службу в Рабоче-Крестьянскую Красную Армию. В 1933 году окончил Объединённую Среднеазиатскую военную школу имени В. И. Ленина в Ташкенте. Будучи курсантом, участвовал в ликвидации басмаческих формирований в Средней Азии. Служил на командных должностях в различных артиллерийских частях. С 1939 года учился в Военной академии имени М. В. Фрунзе. К началу Великой Отечественной войны успел окончить два курса.
2 июля 1941 года Зеленский был назначен помощником начальника 1-го отдела штаба Московской зоны ПВО. Участвовал в битве за Москву, будучи начальником штаба 2-го Московского отряда особого назначения, сражался на Клинском направлении. В ноябре 1941 года назначен начальником отдела штаба Череповецко-Вологодского дивизионного района ПВО, позднее возглавил отдел штаба. С ноября 1942 года был начальником штаба, затем исполнял обязанности командующего Уральским дивизионным районом ПВО. С марта 1943 года командовал группой ПВО Волжского бассейна, прикрывал действия Волжской военной флотилии от Саратова до Астрахани. С апреля 1944 года был начальником штаба сначала 86-й, затем 85-й дивизии ПВО.
После окончания войны продолжал службу в Советской Армии. Был командиром бригады, начальником оперативно-разведывательного отдела штаба армии ПВО, заместителем начальника, начальником штаба войск ПВО района. В 1954 году заочно окончил Военную академию имени М. В. Фрунзе. В феврале 1957 года в звании полковника был уволен в запас. Дальнейшая судьба не установлена.

## Награды
- Орден Ленина (5 ноября 1954 года);
- Орден Красного Знамени (15 ноября 1950 года);
- Орден Отечественной войны 2-й степени (6 апреля 1985 года);
- 2 ордена Красной Звезды (25 августа 1943 года, 3 ноября 1944 года);
- Медаль «За оборону Москвы» и другие медали.